# Сарно (река)
Са́рно (итал. Sarno) — река в южной Италии.

## Этимология
На классической латыни — Sarnus. Происходит от индоевропейского корня *ser- — «течь».

## Описание
Река протекает по территории итальянских провинций Салерно и Неаполь (область Кампания). Её исток находится у западных склонов Пичентинских гор, где река образуется в результате слияния множества небольших ручьёв, стекающих с гор. Далее река течёт в юго-западном направлении по плодородной долине, ограниченной с северо-запада действующим вулканом Везувием, а с противоположной стороны — холмами полуострова Сорренто. Впадает в Неаполитанский залив между коммунами Торре-Аннунциата и Кастелламмаре-ди-Стабия. Длина реки — 24 км.

## Происшествия
В мае 1998 года река вызвала оползень, накрывший населённые пункты Сарно, Куиндичи, Сьяно и Брачильяно. Результатом была гибель 159 человек.